# Petrești (okręg Hunedoara)
Petrești – wieś w Rumunii, w okręgu Hunedoara, w gminie Burjuc. W 2011 roku liczyła 39 mieszkańców.